# 이와사와촌 (니가타현 나카우오누마군)
이와사와촌(岩沢村)은 니가타현 나카우오누마군에 있던 촌이다. 

## 역사
- 1889년 4월 1일 - 정촌제 시행에 의해 나카우오누마군 이와사와촌이 성립하였다.
- 1955년 1월 1일 - 오지야시에 편입되어 소멸하였다.

## 참고문헌
- 『市町村名変遷辞典』東京堂出版、1990年。